# Backward-Algorithmus
Der Backward-Algorithmus (auch Rückwärts-Algorithmus, Rückwärts-Prozedur) berechnet mit Hilfe von Backward-Variablen die Wahrscheinlichkeit, in einem gegebenen Hidden-Markov-Modell (HMM) eine bestimmte Symbolsequenz zu beobachten.
Der Algorithmus verwendet die Programmiermethode der dynamischen Programmierung.

## Markov-Modell
Gegeben sei ein HMM {\displaystyle \lambda =(S;V;A;B;\pi )}, wobei
- {\displaystyle S} die Menge der verborgenen Zustände,
- {\displaystyle V} das Alphabet der beobachtbaren Symbole,
- {\displaystyle A} die Übergangsmatrix,
- {\displaystyle B} die Matrix der Emissionswahrscheinlichkeiten,
- {\displaystyle \pi } die Anfangswahrscheinlichkeitsverteilung für die möglichen Anfangszustände,

bezeichnet.

## Aufgabenstellung und Backward-Variablen
Gegeben sei ein Wort {\displaystyle {\boldsymbol {o}}=o_{1}o_{2}\dots o_{T}\in V^{*}}. Der Backward-Algorithmus berechnet nun {\displaystyle P({\boldsymbol {o}}|\lambda )}, also die Wahrscheinlichkeit, im vorhandenen Modell {\displaystyle \lambda } tatsächlich die Beobachtung {\displaystyle {\boldsymbol {o}}} zu machen.
Dafür werden die Backward-Variablen {\displaystyle \beta _{t}(i)} verwendet, sie bezeichnen die Wahrscheinlichkeit, das Suffix {\displaystyle o_{t+1}o_{t+2}\ldots o_{T}} zu beobachten, falls das HMM zum Zeitpunkt {\displaystyle 1\leq t\leq T} im Zustand {\displaystyle s_{i}\in S} gewesen ist:
{\displaystyle \beta _{t}(i)=P(o_{t+1}o_{t+2}\dotsc o_{T}|q_{t}=s_{i};\lambda )}

## Algorithmus
Die Backward-Variablen werden rekursiv bestimmt:
Initialisierung
{\displaystyle \beta _{T}(i)=1,\qquad 1\leq i\leq \left|S\right|}
Rekursion
{\displaystyle \beta _{t}(i)=\sum _{j=1}^{\left|S\right|}b_{j}(o_{t+1})\cdot a_{ij}\cdot \beta _{t+1}(j),\qquad 1\leq i\leq \left|S\right|,\ 1\leq t<T}
Termination
{\displaystyle P({\boldsymbol {o}}|\lambda )=\sum _{j=1}^{\left|S\right|}\pi _{j}\cdot b_{j}(o_{1})\cdot \beta _{1}(j)}

## Komplexität
Die Matrix aller Backward-Variablen braucht {\displaystyle O(|S|\cdot T)} Speicher, werden die Zwischenergebnisse im Anschluss nicht mehr verwendet, so reduziert sich der Platzbedarf auf {\displaystyle O(|S|)}, da nur mehr zwei Spalten der Länge {\displaystyle |S|} benötigt werden, um die Werte von {\displaystyle \beta _{t+1}(i)} und {\displaystyle \beta _{t}(i)} in jedem Rekursionsschritt zu speichern.
Für jede einzelne Variable wird über {\displaystyle |S|} Zeilen summiert, also liegt die Laufzeit in {\displaystyle O(|S|^{2}\cdot T)}.

## Weitere Anwendungen
Die Backward-Variablen {\displaystyle \beta _{t}(i)} werden zusammen mit den Forward-Variablen {\displaystyle \alpha _{t}(i)=P(o_{1},o_{2},\ldots ,o_{t},q_{t}=s_{i}|\lambda )} für den Baum-Welch-Algorithmus zur Lösung des mit Hidden-Markov-Modellen gegebenen Lernproblems benötigt.
Außerdem ermöglicht deren Kenntnis die Bestimmung der Wahrscheinlichkeit bei der Beobachtung von {\displaystyle {\boldsymbol {o}}} zu einem festen Zeitpunkt {\displaystyle t} im Zustand {\displaystyle s_{i}} gewesen zu sein, denn nach dem Satz von Bayes gilt:
{\displaystyle P(q_{t}=s_{i}|{\boldsymbol {o}};\lambda )={\frac {\alpha _{t}(i)\cdot \beta _{t}(i)}{P({\boldsymbol {o}}|\lambda )}}}